# Milodontins
Els milodontins (Mylodontinae) són una subfamília extinta de mamífers pilosos de la família dels milodòntids que visqueren a les Amèriques des del Miocè inferior fins a l'Holocè inferior, fa entre 10.000 i 21 milions d'anys. Se n'han trobat restes fòssils a l'Argentina, Bolívia, el Brasil, Colòmbia, l'Equador, els Estats Units i Xile. Eren més grossos que l'altre gran grup de milodòntids, els escelidoterins. L'amplada del musell fa pensar que eren animals brostejadors que consumien fulles en massa.